# Sabino Ruiz Jalón
Sabino Ruiz Jalón (Logroño, 1902 - Bilbao, 1985) fue un crítico musical, musicólogo y compositor español del siglo XX.

## Biografía
Su familia se domicilia en Bilbao siendo Sabino niño de corta edad. A los seis años comenzó a estudiar en la Academia Vizcaína de Música y luego en el Conservatorio. Inició su labor de crítico musical a los dieciocho años en "La noche", diario vespertino bilbaíno. En 1923 se trasladó a Francia donde completó su carrera musical. De regreso a España desarrolló algunos conciertos pero su vocación le hizo dedicarse a la crítica musical y la composición. La Diputación Provincial de Guipúzcoa, en 1925, convocó un concurso para premiar composiciones musicales; Ruiz Jalón obtuvo premio con sus Cuatro Preludios Vascos, para piano. Por entonces se relacionó con José Gonzalo Zulaika conocido como (padre Donostia) y, con Andrés Isasi, de quien recibió consejos muy valiosos.

## Obras
Es autor de varias obras, entre ellas:
- Danza de diablillos, primera audición en París, en 1925;
- El atalayero de Machichaco, ballet de ambiente vasco, los cuatro fragmentos para orquesta:
- Atardecer, Danza de la Atalayera, Danza de las brujas (zortzico) y Danza de los romeros, interpretan desde 1936 frecuentemente las sinfónicas de Bilbao, Pamplona, Zaragoza ...;
- El papel de moscas, ballet, representado en Bilbao y San Sebastián en 1942;
- Berceuse, para orquesta de cámara;
- Capricho Ibérico, para violonchelo y piano;
- Canciones, etc.

Abordó el teatro lírico con las zarzuelas La maja discreta, La doncella y Tierra y mar, en tres actos, esta en colaboración con el compositor Urrengoechea sobre libro de Roberto Salvanés; durante una estancia de la Masa Coral de Bilbao en Madrid, en 1944, el día 1 de mayo la estrenó con gran éxito de público y crítica. Ruiz Jalón ha pronunció más de doscientas charlas, ejerció la crítica musical en "Radio Bilbao", "Radio Popular de Bilbao", habiendo sido crítico titular del diario "La Gaceta del Norte". Autor de Juan Crisóstomo de Arriaga (1979), Cien años de música en Bilbao. 1880-1980 (1981) y Entorno de la canción popular vasca. Miembro de la RSBAP, en 1982 recibió un homenaje en la capital vizcaína.